# Nemophas helleri
Nemophas helleri là một loài bọ cánh cứng trong họ Cerambycidae.